# Хорошенин, Геннадий Александрович
Геннадий Александрович Хорошенин (21 октября 1932, Вавожский район, Горьковский край — 6 ноября 1988, Ижевск) — бригадир электромонтажников станкостроительного производства Ижевского машиностроительного завода.

## Биография
Родился 21 октября 1932 года в рабочем посёлке 1-й Май Вавожского района. Член КПСС с 1960 года. Он рано лишился родителей. В 1942 году отец погиб на фронте, в 1946 году умерла мать. В 1946 году поступил в Ижевское ремесленное училище № 1, которое окончил в 1948 году. Поступил электромонтажником по оборудованию станков на Ижевский машиностроительный завод.
С 1951 по 1954 год служил в армии. После демобилизации вернулся на завод, работал в комсомольско-молодёжной бригаде станкостроительного производства. В 1958 году стал бригадиром, а затем — мастером. С 1958 года по всей стране началось движение по созданию бригад коммунистического труда.
Бригада Хорошенина из 13 электромонтажников считалась на станкостроительном производстве одной из лучших. Члены бригады обязались подать за 1960 год 35 рационализаторских предложений, собрать 25 тонн металлолома и отработать на субботниках не менее 300 часов. Среднее выполнение норм при сборке станков составляло в бригаде 220%, обычно за смену собирали до 6 станков. Бригада была дружной, члены бригады вместе проводили досуг. Все они обязались до 1965 года получить среднее образование. Сам Хорошенин без отрыва от производства окончил вечернюю среднюю школу и учился на 3 курсе Ижевского техникума.
За высокие производственные успехи, достигнутые в социалистическом соревновании, бюро Удмуртского обкома ВЛКСМ бригаде первой в республике Г. А. Хорошенина присвоила звание коллектива коммунистического труда. Хорошенин был награждён знаком «Отличник социалистического соревнования РСФСР».
Указом Президиума Верховного Совета СССР от 28 мая 1960 года за выдающиеся производственные успехи и проявленную инициативу в организации соревнования за звание бригад и ударников коммунистического труда Хорошенину Геннадию Александровичу присвоено звание Героя Социалистического труда с вручением ордена Ленина и медали «Серп и Молот».
Продолжая работать на станкостроительном производстве, он окончил Ижевский индустриальный техникум, а в 1968 году — Ижевский механический институт.

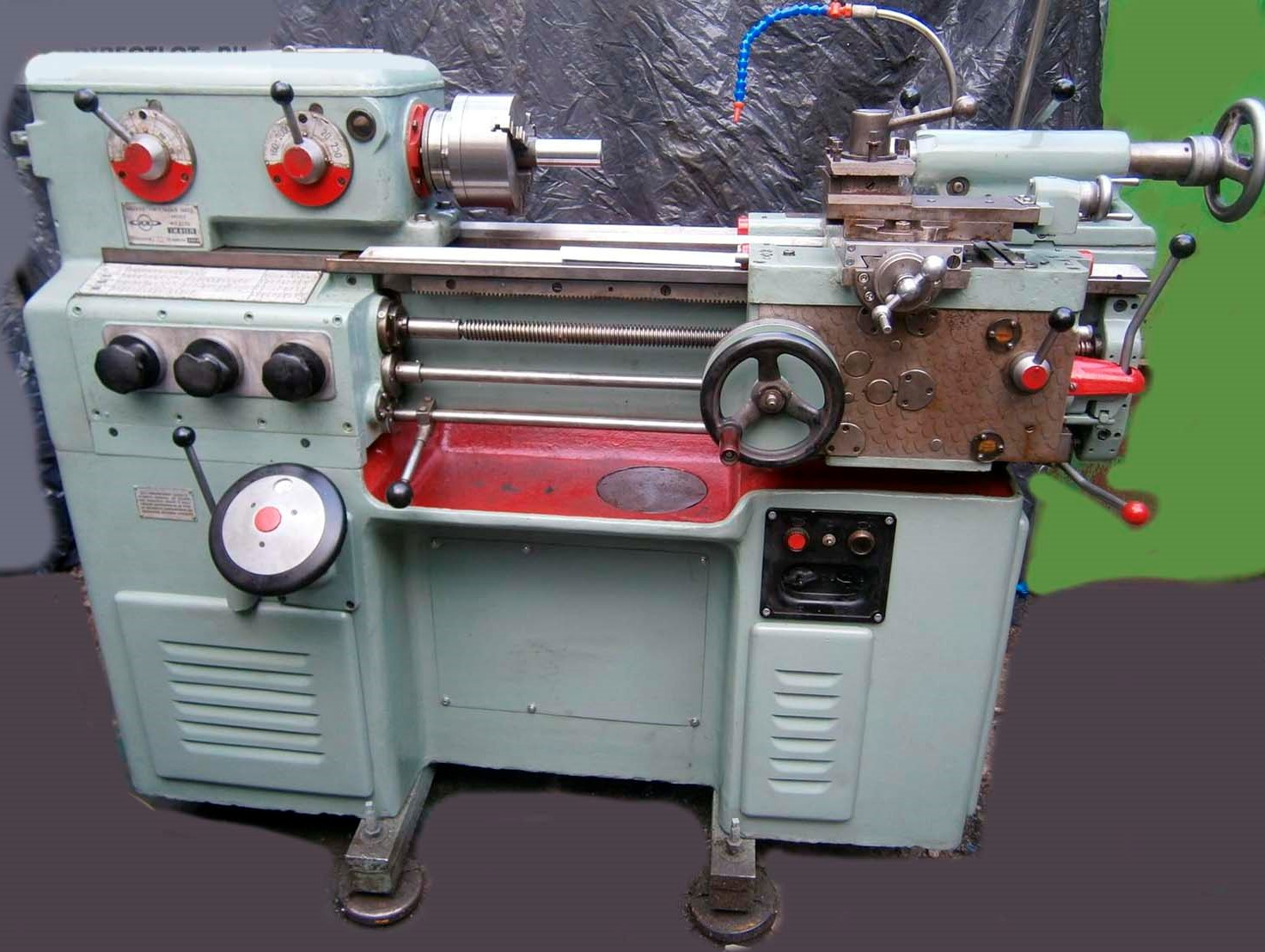
Станок 1И611П токарно-винторезный повышенной точности, универсальный.

С 1962 года работал инженером-конструктором. Им было разработано электрическое оборудование станка 1И611П и его модификаций. С 1968 года Г. А. Хорошенин работал инженером-конструктором 1-й категории, являлся ведущим конструктором по станкам с числовым программным управлением моделей 1И611ПМФ3, ИТ31Ф3.
Являлся активным рационализатором. Только за 10-ю пятилетку им было внесено и внедрено 9 рационализаторских предложений с экономической эффективностью более 3 тысяч рублей. Неоднократный участник ВДНХ СССР.
Избирался депутатом Ижевского городского совета, членом обкома КПСС.
Неоднократно избирался членом партийного бюро отдела, был руководителем агитколлектива отдела, членом совета наставников станкостроительного производства. Оказывал большую помощь молодым конструкторам.
Жил в Ижевске. Скончался 6 ноября 1988 года. Похоронен в Ижевске.
Награждён орденом Ленина, медалями, в том числе серебряной и бронзовой медалями ВДНХ.